# Kám
Kám is een plaats (község) en gemeente in het Hongaarse comitaat Vas. Kám telt 478 inwoners (2001).